# Xenia viridis
Xenia viridis is een zachte koraalsoort uit de familie Xeniidae. De koraalsoort komt uit het geslacht Xenia. Xenia viridis werd in 1896 voor het eerst wetenschappelijk beschreven door Schenk. 